# Konstantin Savičev
Konstantin Dmitrievič Savičev (in russo Константин Дмитриевич Савичев?; Brjansk, 6 marzo 1994) è un calciatore russo, difensore o centrocampista dell'Akron Togliatti.